# Merops
Merops és el gènere amb més espècies de la família dels meròpids (Meropidae), que pertany a l'ordre dels coraciformes (Coraciiformes). Són ocells molt acolorits, principalment insectívors. La major part de les espècies habiten a l'Àfrica, però n'hi ha que són presents a Euràsia (incloent els Països Catalans) i una fins i tot a Oceania.

## Morfologia
- Al contrari que les espècies dels altres dos gèneres de la família, els membres d'aquest tenen una banda ocular negra. En aquelles espècies en què aquesta banda no és molt patent, els ulls estan envoltats de negre.
- Gairebé totes les espècies presenten colors verds o blaus al plomatge.
- La forma de la cua pot ser recta, escotada, com la d'una oreneta, o acabada en una espècie d'estilet més o menys llarg.

## Taxonomia
Segons recents revisions,aquest gènere està formada per 28 espècies:
- Abellerol capnegre (Merops breweri)
- Abellerol capblau oriental (Merops muelleri)
- Abellerol capblau occidental (Merops mentalis)
- Abellerol negre (Merops gularis)
- Abellerol cua d'oreneta (Merops hirundineus)
- Abellerol petit (Merops pusillus)
- Abellerol pitblau (Merops variegatus)
- Abellerol d'Etiòpia (Merops lafresnayii)
- Abellerol muntanyenc (Merops oreobates)
- Abellerol gorja-roig (Merops bulocki)
- Abellerol frontblanc (Merops bullockoides)
- Abellerol de Somàlia (Merops revoilii)
- Abellerol gorjablanc (Merops albicollis)
- Abellerol de Böhm (Merops boehmi)
- Abellerol maragda oriental (Merops orientalis)
- Abellerol maragda africà (Merops viridissimus)
- Abellerol maragda d'Aràbia (Merops cyanophrys)
- Abellerol de Pèrsia (Merops persicus)
- Abellerol de Madagascar (Merops superciliosus)
- Abellerol cuablau (Merops philippinus)
- Abellerol irisat (Merops ornatus)
- Abellerol gorjablau (Merops viridis)
- Abellerol de les Filipines (Merops americanus)
- Abellerol cap-rogenc (Merops leschenaulti)
- Abellerol comú (Merops apiaster)
- Abellerol de Malimba (Merops malimbicus)
- Abellerol escarlata septentrional (Merops nubicus)
- Abellerol escarlata meridional (Merops nubicoides)[2]